# Вэйхуэй
Вэйхуэ́й (кит. упр. 卫辉, пиньинь Wèihuī) — городской уезд городского округа Синьсян провинции Хэнань (КНР). Городской уезд подчиняется напрямую властям провинции Хэнань, которые делегируют управление им городскому округу Синьсян.

## История
При империи Западная Хань в 205 году до н. э. был создан уезд Цзисянь (汲县). При империи Западная Цзинь в 266 году был создан округ Цзицзюнь (汲郡), власти которого разместились в административном центре уезда Цзисянь; в состав округа входили уезды Цзисянь, Чаогэ, Гунсянь и Хоцзя. При империи Восточная Вэй в 540 году были созданы ещё уезд Учэн (伍城县) и округ Учэн. При империи Северная Чжоу в 578 году округ Цзицзюнь был расформирован, а уезд Цзисянь был переименован в Учэн (伍城县); он был подчинён области Вэйчжоу (卫州).
При империи Суй в 586 году уезду Учэн было возвращено название Цзисянь. В 607 году область Вэйчжоу была переименована в округ Цзицзюнь. При империи Тан в 618 году была создана область Ичжоу (义州), власти которой разместились в административном центре уезда Цзицзюнь, но в 621 году она была расформирована, и уезд Цзисянь вернулся в состав области Вэйчжоу; в 627 году органы власти области Вэйчжоу переехали в административный центр уезда Цзисянь.
После монгольского завоевания в 1260 году был создан регион Вэйхуэй (卫辉路), органы власти которого разместились в административном центре уезда Цзисянь. После свержения монгольского правления и установления империи Мин регион Вэйхуэй был преобразован в Вэйхуэйскую управу (卫辉府), власти которой по-прежнему размещались в административном центре уезда Цзисянь.
В 1589 году император Чжу Ицзюнь, правивший под девизом «Ваньли», дал своему младшему брату Чжу Илю (4-му сыну императора Чжу Цзайхоу, правившего под девизом «Лунцин») титул «Луцзяньского князя» (潞簡王) и выделил земли Вэйхуэйской управы в качестве удела. После смерти Чжу Илю княжеский титул унаследовал его сын Чжу Чанфан, впоследствии объявленный императором Южной Мин.
После Синьхайской революции в Китае была проведена реформа структуры административного деления, и в 1913 году управы были упразднены.
В ноябре 1948 года урбанизированная часть уезда Цзисянь была выделена в город Вэйхуэй, но в феврале 1949 года он был расформирован, а его территория вновь вошла в состав уезда Цзисянь. В августе 1949 года была создана провинция Пинъюань, и эти места вошли в состав созданного одновременно Специального района Синьсян (新乡专区) провинции Пинъюань. 30 ноября 1952 года провинция Пинъюань была расформирована, и Специальный район Синьсян перешёл в состав провинции Хэнань. В 1967 году Специальный район Синьсян был переименован в округ Синьсян (新乡地区). В 1983 году уезд Цзисянь был выведен из подчинения властям округа и передан под юрисдикцию властей города Синьсян.
В 1986 году были расформированы округ Синьсян и город Синьсян, и образован городской округ Синьсян. В 1988 году был расформирован уезд Цзисянь, и образован городской уезд Вэйхуэй, подчинённый напрямую властям провинции Хэнань, которые делегировали управление им городскому округу Синьсян.

## Административное деление
Городской уезд делится на 7 посёлков и 6 волостей.